# Villette-sur-Ain
Villette-sur-Ain es una comuna francesa situada en el departamento de Ain, de la región de Auvernia-Ródano-Alpes.

## Demografía
| 360 | 287 | 341 | 381 | 412 | 472 | 635 | 681 | 755 |
| Para los censos de 1962 a 1999 la población legal corresponde a la población sin duplicidades (Fuente: INSEE [Consultar]) |     |     |     |     |     |     |     |     |